# Christian Duval
Pour les articles homonymes, voir Duval.
Christian Duval, né le 21 septembre 1953, est un professeur de droit public français. Il a été directeur de l’Institut d’études politiques d’Aix-en-Provence de septembre 2006 à novembre 2014, où il a été poussé à présenter sa démission à la suite de la protestation des professeurs et étudiants. Son départ de ses fonctions s'ensuit d’une enquête pour la commercialisation de formations et de faux diplômes par son administration au sein de l’IEP.

## Biographie

### Jeunesse et études
Christian Duval suit des études de droit. Il est titulaire d'une maîtrise en droit public, qu'il a obtenue en 1976. L'année suivante, il obtient un DEA de droit public, puis un DEA en science politique (1978). 
En 1994, il soutient sa thèse doctorale qui traite de la liaison entre la compétence et le fond du droit en droit administratif français. Il est habilité à diriger des recherches (HDR) en 1994.

### Parcours professionnel
Il est assistant en droit public à l'Institut d'études politiques d'Aix-en-Provence de 1988 à 1994.
En 1997, il devient directeur du Centre de préparation à l’administration générale, la classe préparatoire aux concours administratifs de l'Institut.
À l'été 2006, il est élu directeur de l'Institut d'études politiques d'Aix-en-Provence par le conseil d'administration de l'établissement, succédant ainsi à Jean-Claude Ricci. Son élection est validée par le ministre de l'enseignement supérieur, François Goulard. Il est réélu en juillet 2011 pour un deuxième mandat à la direction de l'IEP.
En octobre 2014, sa position à la tête de l'IEP est vivement contestée en raison de partenariats noués avec des écoles étrangères qui n'auraient pas, selon les étudiants et certains professeurs, un niveau équivalent. Accusé de « brader » les diplômes délivrés par l'IEP, il doit faire face à plusieurs démissions d'enseignants et à une « fronde » des étudiants .
Il démissionne de sa fonction de directeur de l'IEP le 19 novembre 2014 . En juin 2015 le parquet d'Aix-en-Provence ouvre une enquête préliminaire sur la gestion de l'IEP et en particulier les diplômes externalisés. Christian Duval comparait devant le tribunal le 14 février 2024, accusé d'avoir trompé des étudiants sur la nature de leur diplôme. Le 16 avril 2024, il est condamné par le tribunal judiciaire d'Aix-en-Provence à 18 mois de prison avec sursis et à verser la somme de 30 000€ conjointement avec son ancien adjoint; Stéphane Boudrandi .

### Autres fonctions
Il préside, de 2003 à 2015, la Conférence nationale des directeurs d’instituts et centres de préparation à l’administration générale.
De 1997 à 2002, il a été codirecteur du Centre d’études juridiques de l’urbanisme (CEJU).

## Ouvrages publiés
- Le processus d'indépendance de la Slovénie (1993)
- La liaison entre la compétence et le fond du droit en droit administratif français (Presses universitaires d'Aix-Marseille - 1994)
- La Parité (2002)
- Le cumul des mandats (2002)
- Finances publiques (2008)
- Droit électoral (2008)